# Nissan IMQ
Le Nissan IMQ est un concept car 100 % électrique du constructeur automobile japonais Nissan préfigurant la troisième génération de Nissan Qashqai Le prototype conceptuel du véhicule a été réalisé par Vincent Labreche, originaire du Québec. 

## Présentation
Le Nissan IMQ concept est présenté le 5 mars 2019 au salon de Genève.

## Caractéristiques techniques

### Motorisation
Le concept reçoit une motorisation E-Power combinant des moteurs électriques pour entraîner les quatre roues tandis qu’un moteur thermique essence 1.5 l turbo fonctionne comme prolongateur d'autonomie en rechargeant les batteries.